# Nya Prärie
Nya Prärie är en bokserie (Libris 136888) med westernböcker utgivna av Wennerbergs förlag. Böckernas numrering ingår i Prärie.